# Portugiesische Fußballnationalmannschaft der Frauen/Europameisterschaften
Die Geschichte der Portugiesischen Fußballnationalmannschaft der Frauen bei Europameisterschaften begann bereits mit der Qualifikationsrunde zur ersten EM 1984, bei der sie allerdings erfolglos blieb. Portugal verzichtete danach viermal auf die Teilnahme. Erstmals konnte sich Portugal im Oktober 2016 qualifizieren, für die 2017 stattgefundene Endrunde, die erstmals mit 16 Mannschaften ausgetragen wurde.

## Übersicht
| Jahr | Gastgeberland     | Teilnahme bis...   | Gegner                         | Ergebnis | Trainer        | Bemerkungen und Besonderheiten |
| ---- | ----------------- | ------------------ | ------------------------------ | -------- | -------------- | --- |
| 1984 | keine Endrunde    | nicht qualifiziert |                                |          |                | An Italien, Frankreich und der Schweiz gescheitert.                                                                                   |
| 1987 | Norwegen          | nicht teilgenommen |                                |          |                | |
| 1989 | Deutschland       | nicht teilgenommen |                                |          |                | |
| 1991 | Dänemark          | nicht teilgenommen |                                |          |                | |
| 1993 | Italien           | nicht teilgenommen |                                |          |                | |
| 1995 | keine Endrunde    | nicht qualifiziert |                                |          |                | An Italien und Frankreich gescheitert.                                                                                                |
| 1997 | Norwegen/Schweden | nicht qualifiziert |                                |          |                | In den Playoffs an Dänemark gescheitert.                                                                                              |
| 2001 | Deutschland       | nicht qualifiziert |                                |          |                | In den Playoffs an Italien gescheitert.                                                                                               |
| 2005 | England           | nicht qualifiziert |                                |          |                | In der Qualifikation als Gruppenletzter, u. a. an Titelverteidiger und Weltmeister Deutschland gescheitert.                           |
| 2009 | Finnland          | nicht qualifiziert |                                |          |                | In der Qualifikation als Gruppenletzter an Dänemark und der Ukraine gescheitert.                                                      |
| 2013 | Schweden          | nicht qualifiziert |                                |          |                | In der Qualifikation als Gruppenvierter wieder u. a. an Dänemark gescheitert.                                                         |
| 2017 | Niederlande       | Vorrunde           | Spanien, Schottland, England   |          | Francisco Neto | Qualifikation in den Playoffs aufgrund der Auswärtstorregel gegen Rumänien                                                            |
| 2022 | England           | Vorrunde           | Schweiz, Niederlande, Schweden |          | Francisco Neto | In den Play-offs der Qualifikation an Russland gescheitert, aber für die russische Mannschaft nach deren Suspendierung nachnominiert. |
| 2025 | Schweiz           | qualifiziert       | Spanien, Italien, Belgien      |          | Francisco Neto | Im Play-off-Finale der Qualifikation gegen Tschechien durchgesetzt.                                                                   |

## Die Turniere

### EM 1984
In der ersten Qualifikation, in der die Gruppen aus regionalen Gesichtspunkten zusammengestellt wurden, trafen die Portugiesinnen auf Italien, Frankreich und die Schweiz, auch wenn diese drei Länder nicht zu Portugal benachbart sind. Die Portugiesinnen konnten nur in den Heimspielen gegen Frankreich und die Schweiz mit zwei Remis punkten. Dabei erzielte Alfredina beim 1:1 gegen die Schweiz das einzige Tor für Portugal. Alle anderen Spiele wurden verloren und am Ende wurde der letzte Platz der Gruppe belegt.

### EM 1987 bis 1993
An den folgenden vier Qualifikationen nahm Portugal nicht teil.

### EM 1995
Für die ohne Endrunde stattfindende EM 1995 wollte sich dann auch Portugal wieder qualifizieren. Wieder trafen sie auf Frankreich und Italien sowie diesmal Schottland gegen das beide Spiele gewonnen wurden (8:2 und 2:1). Zudem gelang am letzten Spieltag ein 2:1-Sieg gegen die bereits für das Viertelfinale qualifizierten Italienerinnen. Die drei anderen Spiele wurden aber verloren, so dass am Ende der dritte Platz in der Gruppe heraussprang.

### EM 1997 in Norwegen
Im Herbst 1995 begann die Qualifikation für die nächste EM-Endrunde für die nun schon 34 Mannschaften, darunter auch wieder Portugal gemeldet hatten und die erstmals mit acht Mannschaften ausgetragen wurde. Auf Grund der unterschiedlichen Spielstärke der gemeldeten Mannschaften wurde die Qualifikation in zwei Kategorien eingeteilt. Die 16 stärksten Mannschaften, zu denen auch Portugal gehörte, spielten um die direkte Qualifikation, die 18 schwächeren Mannschaften um die Möglichkeit bei der nächsten Qualifikation in der höheren Kategorie zu spielen. Portugal spielte wieder gegen Italien sowie diesmal England und Kroatien, gegen das beide Spiele gewonnen wurden. Da die anderen Spiele verloren wurden, sprang wieder nur der dritte Platz heraus. In Playoffs gegen einen Gruppenzweiten hatten sie aber die Chance sich noch für die Endrunde zu qualifizieren. Gegner waren die Däninnen, gegen die aber beide Spiele verloren wurden (1:7 und 0:5).

### EM 2001 in Deutschland
In der Qualifikation für die EM 2001 spielten die Portugiesinnen wieder in der Kategorie A. Gegner waren diesmal wieder England sowie Norwegen und die Schweiz, gegen die der einzige Sieg gelang. Zudem spielten sie noch einmal Remis gegen die Engländerinnen. Als Gruppendritte trafen sie in den Playoffs gegen einen Gruppenzweiten auf Italien. Nach einer 0:3-Auswärtsniederlage reichte das 1:0 im Heimspiel nicht um die Endrunde zu erreichen.

### EM 2005 in England
Für die EM 2005 wurde der Gastgeber erstmals vorab festgelegt und England erhielt den Zuschlag für die Austragung. Letztmals fand die Qualifikation in zwei Kategorien statt. Portugal spielte erneut in der A-Kategorie und traf auf Titelverteidiger und Weltmeister Deutschland, Tschechien, Schottland und die Ukraine. Dabei gelang lediglich im ersten Spiel in der Ukraine ein Sieg (1:0), alle anderen Spiele wurden verloren, gegen die Weltmeisterinnen sogar zweimal zweistellig, wobei das 0:13 bis heute die höchste Niederlage ist. Am Ende blieb daher mit den meisten Gegentoren (42) aller Teilnehmer der A-Kategorie nur der letzte Gruppenplatz. Gruppensieger Deutschland verteidigte dann in England den Titel.

### EM 2009 in Finnland
Die EM 2009 fand in Finnland statt. Erstmals nahmen zwölf Mannschaften am Turnier teil. Geändert wurde auch der Qualifikationsmodus. Die 1. Qualifikationsrunde bestritten nur die 20 schwächsten Nationalmannschaften. Portugal musste zwar erst in der zweiten Qualifikations-Runde eingreifen, die Qualifikation verlief aber noch schlechter: Erstmals seit der ersten Teilnahme konnte wieder kein Spiel gewonnen werden. Gegen Dänemark, die Ukraine, Schottland und die Slowakei gelangen nur zwei Remis (0:0 in Schottland und 1:1 in der Ukraine). Die anderen Spiele wurden verloren und damit wieder der letzte Platz belegt. Immerhin waren es diesmal nur 18 Gegentore.

### EM 2013 in Schweden
Die EM 2013 fand zum zweiten Mal in Schweden statt. Wieder wurde die Qualifikation von den schwächeren Mannschaften begonnen, diesmal aber nur von den acht schwächsten Teams. Portugal musste wieder erst in der zweiten Runde eingreifen und wurde der Gruppe mit Dänemark zugelost. Weitere Gegner waren Tschechien, Österreich und Armenien, gegen das gleich im ersten Spiel mit 8:0 der höchste Sieg der portugiesischen Länderspielgeschichte gelang. Auch das Heimspiel gegen die Armenierinnen wurde mit 6:0 gewonnen. Die anderen Spiele wurden allerdings verloren. Immerhin sprang diesmal der vorletzte Gruppenplatz heraus, der aber nicht zur Qualifikation für die Endrunde reichte.

### EM 2017 in den Niederlanden

Startaufstellungen im ersten EM-Endrundenspiel der Portugiesinnen

Die EM 2017 fand in den Niederlanden und erstmals mit 16 Mannschaften statt. Portugal wurde für die Qualifikation in die Gruppe mit Spanien gelost und traf zudem auf die Mannschaften von Finnland, Irland und Montenegro. Portugal begann die Qualifikation mit einer 1:2-Heimniederlage gegen Irland. Nach einem 6:1 gegen die erstmals teilnehmenden Montenegrinerinnen wurden beide Spiele gegen die spanischen Nachbarinnen verloren. Nach einem 3:0-Sieg in Montenegro erreichten sie ein torloses Remis in Finnland. Beim Rückspiel im heimischen Stadion lagen sie dann bereits nach 27 Minuten mit 0:2 hinten, aber Cláudia Neto gelang zwei Minuten später zunächst der Anschlusstreffer, dann in der 45. Minute per Elfmeter der Ausgleich und in der 84. Minute erneut per Elfmeter noch der Siegtreffer. Damit hatten sie aber immer noch drei Punkte weniger als die Nordeuropäerinnen und benötigten am letzten Spieltag einen Sieg in Irland und waren zudem auf spanische Nachbarschaftshilfe gegen Finnland angewiesen, was die Spanierinnen mit einem 5:0-Sieg auch lieferten. In Irland war es dann wieder Neto, die in der 78. Minute das einzige Tor der Partie erzielte. Damit waren die Portugiesinnen und die Finninnen punktgleich und da die Portugiesinnen den direkten Vergleich gewonnen hatten, waren sie Gruppenzweite. Allerdings waren sie die schlechtesten Gruppenzweiten und mussten daher in zwei Playoffspielen gegen den zweitschlechtesten Gruppenzweiten Rumänien antreten, wobei sie zuerst Heimreicht hatten. Nach einem 0:0 im Heimspiel stand es auch im Rückspiel nach 90 Minuten 0:0, so dass das Spiel verlängert wurde. Dann gelang Andreia Norton, die in der 78. Minute zu ihrem ersten A-Länderspiel eingewechselt worden war, in der Nachspielzeit der ersten Hälfte der Verlängerung mit ihrem ersten A-Länderspieltor das 1:0 für Portugal. Zwar konnten die Rumäninnen in der 111. Minute noch ausgleichen, aufgrund der Auswärtstorregel war Portugal aber erstmals für die EM-Endrunde qualifiziert.
Für die Auslosung der Endrundengruppen am 8. November 2016 wurden die Portugiesinnen Topf 4 zugeordnet und der Gruppe D mit England, dem Nachbarn Spanien und Schottland zugelost, das ebenfalls erstmals teilnahm. Im ersten Spiel gegen Spanien verloren sie mit 0:2, gewannen dann aber gegen Schottland. Damit hatten sie im letzten Spiel gegen die Engländerinnen noch die Chance sich für die K.-o.-Runde zu qualifizieren, benötigten dazu aber mindestens ein Remis wenn Spanien nicht gegen Schottland gewann. Zwar stellte der englische Nationaltrainer überwiegend Spielerinnen auf, die zuvor noch nicht eingesetzt wurden, diese konnten aber gegen Portugal gewinnen, so dass die Portugiesinnen trotz der spanischen Niederlage gegen Schottland ausschieden.

### EM 2022 in den England
In der Qualifikation für die eigentlich für 2021 terminierte EM-Endrunde trafen die Portugiesinnen auf Finnland, Schottland, Albanien und Zypern. Sie starteten mit einem 1:0 in Albanien, mussten dann aber beim 1:1 im Heimspiel gegen Finnland einen Punkt abgeben. Dann warf die COVID-19-Pandemie alle Planungen über den Haufen, für April und Juni 2020 terminierte Spiele mussten ebenso wie die Endrunde verschoben werden. Erst im Herbst konnte die Qualifikation fortgesetzt werden. Den Portugiesinnen gelangen nach der Pandemie-bedingten Pause vier Siege ohne Gegentor, darunter ein 1:0-Sieg gegen Schottland, wodurch die Schottinnen aus dem Rennen um die Endrundenplätze ausschieden. Die beiden letzten Spiele konnten erst im Februar 2021 nachgeholt werden. Nach fast drei Monaten ohne Länderspiel mussten sie in Finnland gewinnen oder ein Remis mit mindestens zwei Toren erreichen, um Gruppensiegerinnen zu werden. Es wurde in Finnland aber durch ein Tor in der Nachspielzeit mit 0:1 verloren, so dass die Finninnen als Gruppensiegerinnen feststanden. Für die Portugiesinnen ging es dann im letzten Spiel in Schottland darum mit einem Sieg mit 14 Toren Differenz noch sicher einen Platz unter den besten drei Gruppenzweiten zu erringen, um die Play-offs zu vermeiden. Sie konnten dann zwar gewinnen, aber nur mit 2:0, sodass sie nun im April 2021 in die Play-offs mussten, wo sie gegen die Russinnen antreten mussten. Nach einer 0:1-Heimniederlage kamen sie in Moskau nur zu einem torlosen Remis und verpassten damit zunächst die Endrunde. Nach dem russischen Überfall auf die Ukraine wurden alle russischen Mannschaften zunächst von der UEFA und FIFA suspendiert und am 2. Mai 2022 entschied die UEFA, dass Portugal statt der russischen Mannschaft an der Endrunde teilnimmt.
Im ersten Spiel gegen die Schweiz gerieten sie früh mit 0:2 in Rückstand, konnten in der zweiten Halbzeit aber ausgleichen und waren die bessere Mannschaft. Auch gegen die Titelverteidigerinnen gerieten sie früh mit 0:2 in Rückstand, konnten aber noch in der ersten Halbzeit den Anschlusstreffer und kurz nach der Pause das Ausgleichstor erzielen. 15 Minuten später kassierten sie aber noch ein drittes Tor zum 2:3-Endstand. Gegen Schweden verloren sie dann mit 0:5 und schieden als Gruppenletzte aus.

### EM 2025 in der Schweiz
Die Qualifikation lief erstmals unter einem anderen Modus. Analog der UEFA Women’s Nations League wurde in drei Ligen gespielt, wobei sich nur die Gruppensieger und -zweiten der Liga A direkt für die Endrunde qualifizierten. Die Portugiesinnen hatten dagegen in Liga B nur die Möglichkeit, sich über die Play-offs zu qualifizieren. Dabei spielten die vier Gruppensieger und die zwei bestplatzierten Gruppenzweiten der Liga B in sechs Partien gegen die übrigen zwei Zweitplatzierten und die vier Drittplatzierten der Liga B. Die sechs Sieger zogen in die zweite Runde ein. Dort trafen sie auf einen Sieger aus den Spielen der Gruppendritten und -vierten der Liga A gegen die fünf Gruppensieger und die drei bestplatzierten Gruppenzweiten der Liga C. Die Portugiesinnen trafen in Liga B3 auf Bosnien/Herzegowina, Nordirland und Malta. Die Portugiesinnen gaben nur beim torlosen Remis in Bosnien-Herzegowina einen Punkt ab und wurden Gruppensiegerinnen. Als diese trafen sie im Play-off-Halbfinale auf Aserbaidschan und gewannen beiden Spiele (4:1 und 4:0). Im Play-off-Finale trafen sie auf Tschechien. Nach einem 1:1 im Heimspiel gewannen sie in Tschechien mit 2:1 und qualifizierten sich damit für die Endrunde.
Bei der Endrunde verloren sie das erste Spiel gegen Weltmeister Spanien mit 0:5. Gegen Italien konnten sie ein Remis (1:1) durch ein Tor in der 89. Minute erreichen und hatten damit noch die Chance durch einen hohen Sieg im letzten Spiel gegen Belgien das Viertelfinale zu erreichen. Kapitänin Ana Borges hatte aber in der Nachspielzeit die Gelb-Rote Karte erhalten und war für das entscheidende Spiel gesperrt. Die Portugiesinnen gerieten bereits in der dritten Minute mit 0.1 in Rückstand, konnten zwar in der 87. Minute ausgleichen, kassierten aber in der Nachspielzeit ein weiteres Gegentor und wurden durch die 1:2-Niederlage am Ende Gruppenletzte.

## Statistiken
Fett gesetzte Spielerinnen nahmen 2025 teil.

### Spielerinnen mit den meisten Einsätzen bei Europameisterschaften
| Spiele | Spieler         | Jahr (Spiele)                |
| ------ | --------------- | ---------------------------- |
| 9      | Carole          | 2017 (3), 2022 (3), 2025 (3) |
|        | Tatiana Pinto   | 2017 (3), 2022 (3), 2025 (3) |
|        | Diana Silva     | 2017 (3), 2022 (3), 2025 (3) |
|        | Dolores Silva   | 2017 (3), 2022 (3), 2025 (3) |
| 8      | Ana Borges      | 2017 (3), 2022 (3), 2025 (2) |
| 6      | Catarina Amado  | 2022 (3), 2025 (3)           |
|        | Diana Gomes     | 2022 (3), 2025 (3)           |
|        | Patrícia Morais | 2017 (3), 2022 (1), 2025 (2) |
|        | Andreia Norton  | 2017 (0), 2022 (3), 2025 (3) |
|        | Fátima Pinto    | 2017 (0), 2022 (3), 2025 (3) |
|        | Jéssica Silva   | 2017 (0), 2022 (3), 2025 (3) |
| 5      | Joana Marchão   | 2022 (3), 2025 (2)           |
|        | Kika Nazareth   | 2022 (3), 2025 (2)           |

### Spielerinnen mit den meisten Toren bei Europameisterschaften
| Spiele | Spieler          | Jahr (Spiele)      |
| ------ | ---------------- | ------------------ |
| 2      | Diana Gomes      | 2022 (1), 2025 (1) |
|        | Carolina Mendes  | 2017 (2), 2022 (0) |
| 1      | Carole           | 2022 (1), 2025 (0) |
|        | Telma Encarnação | 2022 (0), 2025 (1) |
|        | Ana Leite        | 2017 (1)           |
|        | Diana Silva      | 2022 (1), 2025 (0) |
|        | Jéssica Silva    | 2022 (1), 2025 (0) |

## Endrunden-Spiele
| Nr. | Datum      | Ergebnis | Gegner 1    | Austragungsort   | Anlass   | Bemerkung                            |
| --- | ---------- | -------- | ----------- | ---------------- | -------- | ------------------------------------ |
| 1   | 19.07.2017 | 0:2      | Spanien     | Doetinchem (NLD) | Vorrunde |                                      |
| 2   | 23.07.2017 | 2:1      | Schottland  | Rotterdam (NLD)  | Vorrunde |                                      |
| 3   | 27.07.2017 | 1:2      | England     | Tilburg (NLD)    | Vorrunde |                                      |
| 4   | 09.07.2022 | 2:2      | Schweiz     | Leigh (ENG)      | Vorrunde | 2                                    |
| 5   | 13.07.2022 | 2:3      | Niederlande | Leigh (ENG)      | Vorrunde | 2                                    |
| 6   | 17.07.2022 | 0:5      | Schweden    | Leigh (ENG)      | Vorrunde | 2                                    |
| 7   | 03.07.2025 | 0:5      | Spanien*    | Bern (CHE)       | Vorrunde | 100. Länderspiel von Andreia Norton  |
| 8   | 07.07.2025 | 1:1      | Italien     | Genf (CHE)       | Vorrunde |                                      |
| 9   | 11.07.2025 | 1:2      | Belgien     | Sion (CHE)       | Vorrunde | 100. Länderspiel von Patrícia Morais |

Anmerkungen: